# Corynebacterium glutamicum

Estructura del ácido glutámico.

Corynebacterium glutamicum es una bacteria Gram positiva del género Corynebacterium, asporógena (no produce esporas) y pleomórfica (que puede presentarse con diversas formas y tamaños). Fue descubierta en 1957 en Japón como productor natural de ácido glutámico.
Como la mayoría de los miembros del género Corynebacterium, requiere vitaminas, aminoácidos, purinas y pirimidinas para su crecimiento. El rango de temperaturas para el crecimiento está entre lo 30-37 °C. 
Corynebacterium glutamicum fue la primera cepa que con un éxito notorio fue usada para la síntesis de ácido L-glutámico a escala industrial. Para aumentar la producción de éste aminoácido, se utilizan diversos factores como limitar la cantidad de biotina en el caldo de cultivo y otros nutrientes. Pero el factor decisivo fue aumentar la permeabilidad de la membrana celular o producir cepas mutantes con diferentes mecanismos de regulación. La introducción de genes vía técnicas de ADN recombinante (llamado ingeniería metabólica) ha sido el método más efectivo para construir la cepas con los genotipos deseados.
El glutamato monosódico, un saborizante, se ha utilizado en la industria alimenticia por varios años. Es elaborado por medio de la fermentación con C. glutamicum. Este compuesto se elabora a partir del ácido glutámico el cual simplemente es filtrado y neutralizado para obtener glutamato monosódico. El producto elaborado con mayor frecuencia a partir de C. glutamicum es el glutamato monosódico, pero este se usa para la producción de muchos aminoácidos y vitaminas.